# Baldassarre Grasso
Baldassarre Grasso (Acireale, 30 aprile 1664 – 23 aprile 1714) è stato un pittore italiano.

## Biografia
Figlio di Michele e Innocenza Calì Pigno, Baldassare diviene ben presto celebre, oscurando la fama dell'anziano maestro Giacinto Platania. Prima del 1693 ottiene la prestigiosa commissione degli affreschi della Cappella del Crocifisso nella cattedrale raffiguranti la Passione di Cristo, quella per gli affreschi del coro della basilica di San Sebastiano - distrutti dal terremoto - e della parete meridionale della basilica dai Santi Apostoli Pietro e Paolo nel 1689.
Poche le notizie sulla persona e sulle opere, Candido Carpinato descrisse il suo stile pittorico come un "Dipingere molto raro nella pittura, lo stile aveva gentile, e il colorito si vivo, tanto ad olio che a fresco, quando che sospesi gli spettatori penavano a distinguere la diversità e quindi riuscivano rari oltre ogni credere i di lui quadri". Di lui soltanto si può dire - a giudicare dai lavori commessigli - che godeva certamente di grande credito presso i suoi concittadini.

## Opere

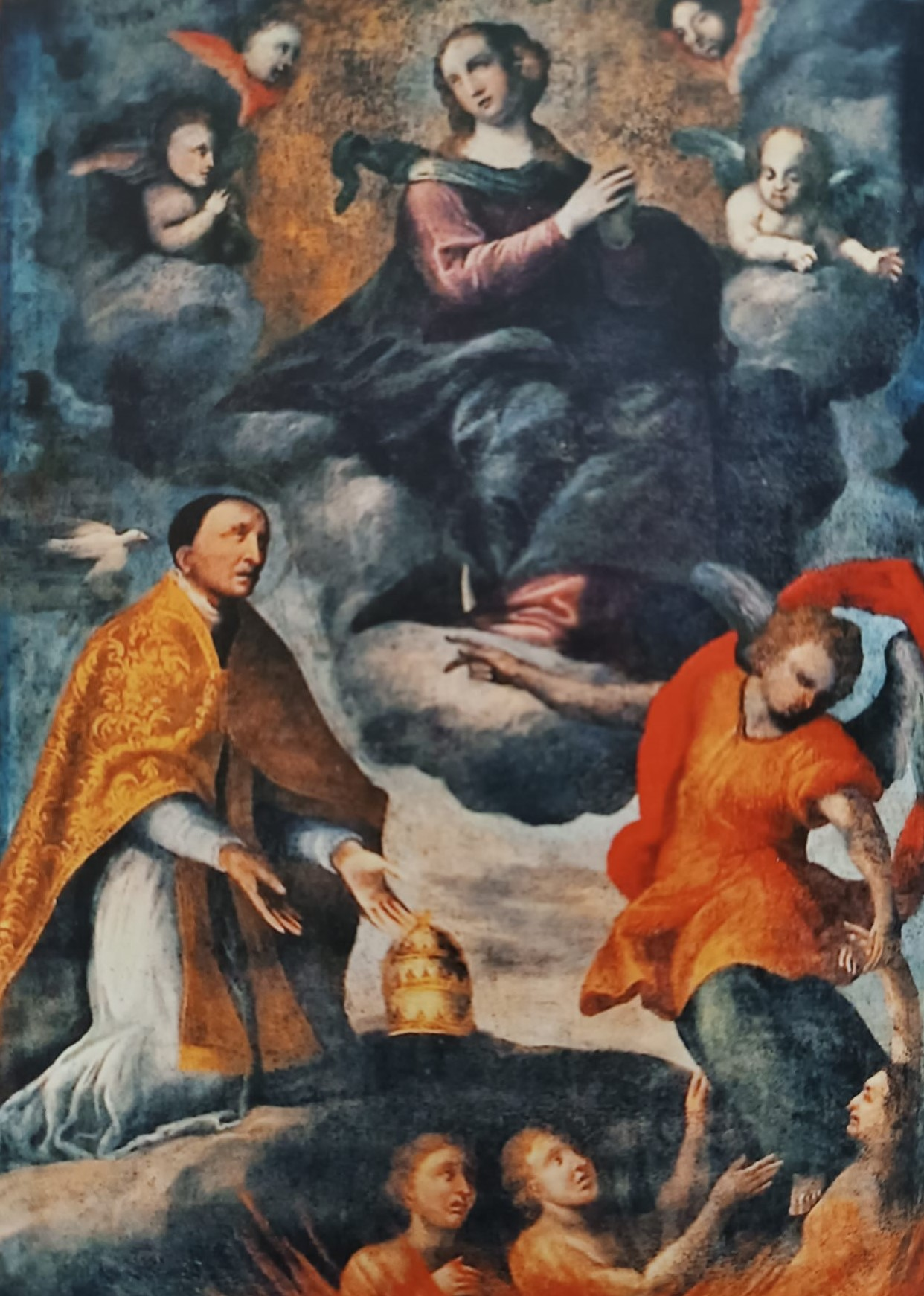
Pala d'altare raffigurante l'Immacolata con San Gregorio Magno che intercede per le anime purganti custodita presso la chiesa del Purgatorio a Scordia (CT)

### Catania e provincia
Acireale 
- 1689, Ciclo, affreschi, apparato pittorico documentato nella basilica collegiata dei Santi Apostoli Pietro e Paolo.
- XVII secolo, Ciclo, affreschi, apparato pittorico realizzato nel coro della basilica collegiata di San Sebastiano.
- XVII secolo, Transito di San Giuseppe, un piccolo affresco, opera realizzata in un altarino nella centralissima via Lancaster.[2]
- XVII secolo, San Pietro d'Alcantara, dipinto, opera realizzata sulla parete sinistra della chiesa del convento di San Biagio.[2]
- XVII secolo, Immacolata, dipinto, opera documentata nella chiesa di San Rocco del convento dell'Ordine dei frati predicatori.[3]
- 1693, Immacolata Concezione, dipinto, opera custodita nella Pinacoteca Zelantea.[4]
- 1680c., Pietro Paolo Platania, ritratto, acquaforte, opera custodita nella Pinacoteca Zelantea.[5]

Cattedrale di Maria Santissima Annunziata:
- XVII secolo, Immacolata Concezione, olio su tela.
- XVII secolo, Agonizzanti, olio su tela, opera commissionata dalla Nobile Compagnia dei Bianchi, al presente custodita nella sacrestia.
- XVII secolo, Ciclo, affreschi con soggetti della Passione di Cristo commissionati dalla Confraternita degli Agonizzanti , apparato pittorico realizzato nella Cappella del Crocifisso.[1]

 Francavilla di Sicilia 
Chiesa di Santa Maria delle Preci del convento dell'Ordine dei frati minori cappuccini, ciclo:
- 1702c., Santa Venera, olio su tela, attribuzione.[6]
- 1702c., Immacolata raffigurata con Sant'Antonio di Padova, San Francesco d'Assisi e Dio Padre, olio su tela.[7]
- 1702c., Dio Padre, olio su tela, attribuzione.[7]
- 1702c., Santa Barbara, olio su tela, attribuzione.[7]

 Linguaglossa 
- XVIII secolo, Attività documentate presso il duomo di Santa Maria delle Grazie.[8]

 Mascali 
- 1693, Vergine Odigitria, dipinto, opera documentata nella chiesa di Santa Maria Odigitria di Nunziata.[9]

 Militello in Val di Catania 
Museo di San Nicolò:
- 1695, Sant'Antonio Abate, olio su tela, attribuzione.
- 1707, Elemosina di San Nicola, olio su tela.[10]
- XVII secolo, Sant'Eligio in cattedra, olio su tela.[11]

 Palagonia 
- 1695, Sant'Antonio Abate, olio su tela, opera custodita nella chiesa di Sant'Antonio Abate.[10]

 Scordia
- XVII secolo, Immacolata con San Gregorio Magno che intercede per le anime purganti, olio su tela, opera custodita nella chiesa di San Gregorio Magno detta del Purgatorio[12].